# Custodio
Custodio  è un nome proprio di persona spagnolo maschile.

## Varianti
- Femminili: Custodia[1][2]
  - Ipocoristici: Toya (ispano-americano)[3]

### Varianti in altre lingue
- Catalano: Custodi[2]
  - Femminili: Custodia[2]
- Latino: Custodio[2]
- Portoghese: Custódio

## Origine e diffusione
Riprende il termine spagnolo custodio, che vuol dire "guardiano", "custode"; è quindi analogo, per significato, al nome arabo Hafiz. Si tratta di un nome tipicamente cristiano, facente riferimento al mistero dell'Eucaristia (l'ostensorio in spagnolo è detto custodia).

## Onomastico
Non vi sono santi con questo nome, che quindi è adespota; l'onomastico può essere festeggiato il 1º novembre, festa di Ognissanti.

## Persone

### Variante Custódio
- Custódio, calciatore portoghese

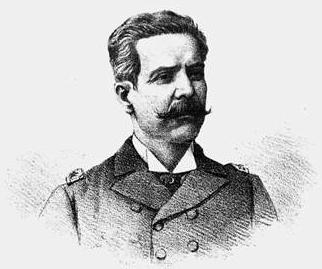
Custódio de Melo

- Custódio de Melo, politico brasiliano
- Custódio Alvim Pereira, arcivescovo cattolico portoghese
- Custódio Pinto, calciatore portoghese